# Slayers
Slayers (スレイヤーズ) là một truyện ngắn của Kanzaka Hajime, sau đó được chuyển thành manga, 3 anime, 2 OVA, 5 movies, và 4 games.

## Nội dung
Slayers diễn ra trong một thế giới phép thuật. Câu chuyện xoay quanh nhân vật chính là Lina Inverse, một cô phù thủy tóc đỏ 14 tuổi cực kỳ hám tiền và độc ác một cách đáng yêu. Phương châm của Lina là "ở đâu có vàng bạc châu báu ta sẽ biến nó thành của mình". Và kẻ nào ngăn cản cô sẽ bị nướng chín bởi phép "quả cầu lửa" (Fireball). Lina chỉ sợ một người duy nhất là Luna, chị gái của cô. Cùng phiêu lưu với Lina là Gourry, một kiếm sĩ cao lớn đẹp trai, nhưng cực kỳ ngu. Hai người này thường xuyên đánh lẫn nhau để tranh đồ ăn.

## Nhân vật

### Lina
- Tên: Lina Inverse
- Tuổi: 14
- Seiyuu: Hayashibara Megumi
- Class: Sorceress
- Màu tóc: Đỏ
- Thích: Vàng, châu báu

Dù vô tình hay cố ý, Lina đem lại sự hủy diệt cho bất kỳ nơi nào cô đi qua trong các cuộc phiêu lưu tìm sự giàu có. Vì vậy danh tiếng của Lina Inverse luôn đi trước cô, và người ta biết đến Lina Inverse như là một phù thủy cực mạnh, độc ác, và có ngực lép. Và Lina luôn tặng cho bất kỳ người nào nói đến bộ ngực lép của cô một quả cầu lửa.

### Gourry
- Tên: Gourry Gabriev
- Tuổi: 22
- Seiyuu: Matsumoto Yasunori
- Class: Swordman
- Màu tóc: Vàng
- Thích: Ăn

Gourry đã tình cờ giải cứu Lina khỏi bọn cướp trước khi Lina thiêu rụi chúng với quả cầu lửa, và từ đó trở thành vệ sĩ của Lina. Gourry là một kiếm sĩ giỏi, và sở hữu thanh kiếm ánh sáng, nhưng hám ăn và hơi bị đần.

### Amelia
- Tên: Amelia Wil Tesla Seyrūn
- Tuổi: 14
- Seiyuu: Suzuki Masami
- Class: Priestess
- Màu tóc: Nâu
- Thích: Tiêu diệt kẻ xấu

Công chúa của Saillune, đang trên hành trình đi tiêu diệt kẻ xấu và thực thi công lý. Tuy nhiên chỉ mỗi tội Amelia ít khi phân biệt được ai là kẻ xấu và ai là người tốt. Amelia muốn đi theo Lina để học được phép "Dragon Slave", phép thuật mà Lina thường dùng đế dí rồng chạy. Tuy nhiên Lina không muốn dạy cho Amelia vì ghét cô này có ngực to hơn mình.

### Naga
- Tên: Naga the Serpent
- Tuổi: 18
- Seiyuu: Kawamura Maria
- Class: Sorceress
- Màu tóc: Đen
- Thích: Rượu

Bạn của Lina trong các OVA và Movies, trước khi Lina gặp Gourry. Mặc dù đi chung với nhau, Naga và Lina rất ghét nhau. Lina ghét Naga vì Naga có bộ ngực to kinh khủng và một giọng cười thật kinh khiếp. Còn Naga thích chọc quê bộ ngực của Lina.

## Bài hát trong anime
- Phần 1:

1. "Get Along" - Masami Okui và Hayashibara Megumi
2. "Kujikenai Kara!" - Masami Okui và Hayashibara Megumi

- Phần 2:

1. "Give a Reason" - Hayashibara Megumi
2. "Jama wa Sasenai" - Okui Masami

- Phần 3:

1. "Breeze" - Hayashibara Megumi
2. "Don't be Discouraged" - Hayashibara Megumi (tập 1-25)
3. "Somewhere" - Kuwashima Houko (tập 26)